# Željko Joksimović
Željko Joksimović (in serbo Жељко Јоксимовић?; Belgrado, 20 aprile 1972) è un cantante, compositore e musicista serbo fra i più popolari del suo paese, affermato in gran parte dei balcani, e particolarmente legato all'Eurovision Song Contest, dove non solo ha partecipato in due occasioni, ma anche scritto testi di canzoni partecipanti e condotto l'edizione del 2008.

## Biografia
Željko Joksimović è stato il rappresentante della Serbia e Montenegro all'Eurovision Song Contest 2004 con la canzone Lane moje, che si è classificata al secondo posto dopo la cantante ucraina Ruslana.
Nel 2005 ha scritto la canzone Jutro (Mattina) cantata da Jelena Tomašević nella selezione serba-montenegrina all'Eurovision Song Contest. Nell'ottobre dello stesso anno ha duettato con la cantante austriaca Tamee Harrison nella canzone "I Live My Life for You" riscuotendo un notevole successo.
Nel 2006 ha scritto e composto Lejla, una struggente ballata etnica cantata da Hari Varešanović, frontman del gruppo Hari Mata Hari, all'Eurovision Song Contest 2006 per la Bosnia ed Erzegovina che si è classificata al terzo posto.
Due anni dopo, scrive il testo della canzone serba dell'Eurovision Song Contest 2008, Oro, sempre cantata dalla Tomasević, ed è chiamato dalla tv serba a presentare le 3 serate dell'evento, al fianco di Jovana Janković
La RTS lo ha scelto come rappresentante per la Serbia all'edizione 2012 del contest, dove arriva terzo con Nije ljubav stvar.
Ha composto anche diverse colonne sonore per film e telefilm serbi.

## Discografia

### Album di studio
- 1999 – Željko Joksimović
- 2001 – Rintam
- 2002 – III, album
- 2005 – Ima nešto u tom što me nećeš
- 2005 – I Live My Life for You (con Tamee Harrison)
- 2009 – Ljubavi

### Album dal vivo
- 2008 – Beogradska Arena Live

### Singoli
- 2004 Željko Joksimović - Leđa o leđa [City Records]
- 2004 Željko Joksimović - Lane moje CD+DVD [PGP RTS]
- 2004 Željko Joksimović - Lane moje/Goodbye (maxi-single) [Warner Music Group]
- 2005 Željko Joksimović & Tamee Harrison - I Live My Life for You [Warner Music]
- 2007 Željko Joksimović - Devojka [Minacord]
- 2007 Željko Joksimović - Nije do mene [Minacord]
- 2008 Željko Joksimović – Ono nase sto nekad bejase [Minacord]
- 2012 Željko Joksimović – Nije ljubav stvar [Minacord]
- 2013 Željko Joksimović – Ludak kao ja [Minacord]
- 2014 Željko Joksimović & Daniel Kajmakoski – Skoplje Beograd [Minacord]
- 2014 Željko Joksimović & Toni Cetinski – Zabluda [Minacord]

### Duetti
- 2001 Haris Džinović – Sta će meni više od toga
- 2005 Tamee Harrison – I Live My Life for You
- 2005 Dino Merlin – Supermen
- 2014 Daniel Kajmakoski – Skoplje Beograd
- 2014 Toni Cetinski – Zabluda

### Colonne Sonore
- 2005 "Ivkova slava", (Željko Joksimović, Jelena Tomašević & Nikola Kojo) [Minacord - City Records]
- 2009 "Ranjeni Orao" [Minacord - City Records]

### Raccolte
- 2003 – The Best Of
- 2007 – The Platinum Collection
- 2007 – Balkan Ethno Expirience (Music to Relax the Soul)
- 2007 – Mediterraneo
- 2008 – Inspirations

### Compositore
- 2003 Toše Proeski – Canzone: Cija Si – Compositore: Željko Joksimović, Album: Den Za Nas/Dan Za Nas
- 2005 Jelena Tomašević – Canzone: Jutro – Compositore: Željko Joksimović, Album: Oro [PGP -RTS]
- 2005 Nava Medina - Canzone: Malah Shomer - Compositore: Zeljko Joksimovic
- 2006 Hari Mata Hari - Canzone: Lejla - Compositore: Zeljko Joksimovic, Album: Lejla [BiH]
- 2008 Jelena Tomašević - Canzone: Oro - Compositore: Zeljko Joksimovic, Album: Oro [PGP -RTS]
- 2008 Eleutheria Arvanitakī - Canzone: To Telos mas Des - Compositore: Zeljko Joksimovic, Album: Mirame Universal Music
- 2008 Melina Aslanidou - Canzone: Poso - Compositore: Zeljko Joksimovic, Album: Best of - Sto dromo Sony BMG
- 2008 Canzone: Nikola Tesla (Instrumental) - Compositore: Zeljko Joksimovic feat. Jelena Tomašević Album: balkan Routes vol.1:Nikola Tesla[Protasis]
- 2009 Halid Bešlić – Canzone: Miljacka – Compositore: Željko Joksimović, Album: Halid08 Bešlić
- 2011 Lepa Brena – Canzone: Biber – Compositore: Željko Joksimović
- 2011 Lepa Brena – Canzone: Ne bih bila ja – Compositore: Željko Joksimović
- 2015 Knez – Canzone : Adio – Compositore: Željko Joksimović